# Mihonoseki (Shimane)
Mihonoseki (美保関町 Mihonoseki-chō?) era un pueblo localizado en el distrito de Yatsuka, en la prefectura de Shimane, Japón.
A partir del 2003, el pueblo tuvo una población estimada de 6541 habitantes y una densidad de 118.05 personas por km². El área total fue de 55.41 km².
El 31 de marzo de 2005 Mihonoseki, junto con los pueblos de Kashima, Shimane, Shinji, Tamayu, Yatsuka, y la villa de Yakumo del distrito de Yatsuka se fusionaron con la ciudad de Matsue.